# Гэсэр

Гэсэр. Скульптура в Улан-Удэ.

Гэсэ́р, также Гесе́р, Гесар и Дайчин-Тенгри (монг. Гэсэр, бур. Абай Гэсэр, калм. Гэсэр-хан) — исторический полулегендарный царь, живший приблизительно в X веке н. э., правивший легендарным царством Линг. Является эпическим персонажем у многих центральноазиатских народов; наиболее известны тибетская и бурят-монгольская версии эпоса о Гэсэре.
В тибетском эпосе Гэсэр рассматривается как гневное проявление Манджушри,  Падмасамбхава и дхармараджи  Трисонг Децена, родившееся в этом мире для уничтожения демонических небуддийских правителей, появившихся в раздробленных провинциях Тибета вследствие правления небуддийского царя  Лангдармы. В ходе сражений Гэсэр истребил все демонические армии и объединил освобожденные земли в царство Линг, которое, как считается, по площади не уступало современному Китаю. Гэсэр считается также царем драла (тиб. དགྲ་བླ་), сущностей, восходящих к добуддийской, бонской традиции и похожих по смыслу на  синтоистских божеств — ками. Ошибочно полагать, что драла — это только лишь божества войны; на самом деле, они воплощают собой скорее победу над клешами, чем над внешними врагами. Тибетцы испокон веков обращаются к драла, поднося им благовоние из можжевельника, яства и прочее, прося благословений перед важными начинаниями — путешествием, свадьбой, переездом и т.д. 
В мифологии монгольских народов и народов Тибета, контактировавших с сяньбийцами: ниспосланный небом культурный герой — Сын Неба, небесный всадник, бог войны (покровитель воинов) и царь-избранник (ср. мессия), очищающий землю от чудовищ — демонов-мангусов. В некоторых монгольских версиях Цотон оказывается двойником Гэсэра, одним из его воплощений.
По сходству функций или внешнему облику Гэсэр близок ряду персонажей буддийского пантеона: например, как бог войны (тиб. Далха, монг. Дайсун-тэнгэри, калм. Дайчин-тэнгри — см. тэнгри) иногда отождествляется с Джамсараном; с конца XVI века с Гэсэром ассоциируется бог войны в китайской мифологии Гуань-ди.
Для бурят Абай-Гэсэр это прежде всего верховный тэнгри и защитник местности.  Героическая поэма о «сыне неба» — Гэсэр-хане, подробно комментированная Г. Н. Потаниным, является, по словам бурят, лучшим руководством для ознакомления с шаманской мифологией. Самое подробное из сохранившихся описаний жизни царя Гэсара записали у сказителя Альфора Васильева в 30-е годы XX века. Называется оно «Абай Гэсэр», в нём больше 50 тысяч стихов.

## Культ
Существовали мистерии, посвящённые некоторым сюжетным циклам Гэсэриады. В Тибете и у монгольских народов были широко распространены поверья о причастности духа героя (и его самого) к исполнению эпической поэмы, о его особой связи с певцом. В культовой практике Гэсэр как универсальное охранительное божество (подобно большинству шаманских божеств) выступает как покровитель воинов, защитник стад, победитель демонов, податель счастливой судьбы (в том числе охотничьей удачи). В шаманских призываниях Гэсэр иногда именуется бурханом или тенгри, его называют сыном неба, обитающим поверх высокой белой горной вершины в доме из облаков и туманов. Праздник Гэсэра — Сагаалган — справлялся весной и сопровождался пением и стрельбой из лука.
По легенде, в Каме сохранился дворец Гэсэра, в котором вместо балок уложены «богатырские мечи и копья» его воинов: по завершении своих подвигов здесь царь Гэсэр хранил всё своё оружие. Храм Гэсэра существует в Улан-Баторе, а также в Лхасе.

## Этимология
Чаще всего его имя производят от ирано-согдийской формы титула «кесарь». 

## Детство Гэсэра
Согласно сказаниям, Гэсэр является сыном верховного бога Хормуста-хана, родившимся на земле для того, чтобы одолеть чудовищ, появившихся из кусков тела Атай Улана. Согласно другой, тибетской версии о Гэсэре, в государство Лин, которое не имело правителя, был послан один из трёх сыновей небесного владыки. Он возрождается в Лине в семье одного из князей безобразным, сопливым ребёнком по имени Джору (в ряде вариантов он зачат матерью от горного духа). Его преследует дядя по отцу Тхотун (монг. и калм. Цотон, Чотон, бур. Сотон, Хара Зутан). В детстве мальчик проявляет чудесные способности, уничтожает различных демонов, одерживает победу в конном состязании за обладание красавицей Другмо (Рогмо-гоа, Урмай-гоохон), троном и сокровищами Лина. Затем он получает с неба чудесного скакуна, обретает свой истинный величественный облик и имя Гэсэр (в монгольских версиях — Гэсэр-хаан, обычно именуемый «владыкой 10 стран света, искоренителем 10 зол в 10 странах света»).
В монгольских версиях любопытным является обращение Гэсэра к властелину ада Эрлику — «Старший брат мой» (Эрлик может рассматриваться как умерший первый человек). В ряде вариантов эпоса земной отец Гэсэра — горный дух. Учитывая связь с божеством священной горы, что по концепциям тибетской мифологии согласуется с небесным происхождением героя, а также с мировой горой, Гэсэр воспринимается как правитель «центра» (это соответствует генеалогическим мифам о тибетских правителях), противопоставленный правителям окраин, борьба с которыми по существу адекватна цивилизаторской деятельности культурного героя. Иногда сам Гэсэр — властитель одной из четырёх стран света — Севера. Но, по-видимому, наиболее древняя локализация Гэсэра — Кром (возможно, от Рум — иранское наименование Византии). Под влиянием индийской и буддийской мифологий отцом Гэсэра оказывается Брахма или — в ладакхской (западнотибетской) версии и во всех монгольских — Индра (монг. Хормуста; у западных бурят его место занимает иногда шаманское божество Эсэгэ Малан тенгри).

## Подвиги Гэсэра
Согласно ряду сюжетов, Гэсэр отправляется в Китай, где с помощью чудесных средств добывает себе принцессу и вызволяет свою земную мать из ада; уничтожает демонических царей соседних стран (на севере, юге, востоке и западе), подчиняя их подданных своей власти. В монгольских сказаниях Гэсэр оживляет богатырей, павших в войне с шарайголами.
Гэсэр побеждает демона севера, людоеда Лубсана (ср. монг. Лобсага, калм. Лувсарга, бур. Лобсоголдой Хара мангадхай), с помощью супруги демона Мезы Бумджид (монг. Түмэн Джаргалан, западнобурят. Түмэн Яргалан; по некоторым версиям, в том числе монгольским, она — бывшая жена Гэсэра, похищенная демоном). Меза Бумджид подносит герою «напиток забвения», испив который, он остаётся на севере.
В Лине Тхотун (Цотон), напрасно домогавшийся Другмо, совершает предательство, в результате на Лин нападают из соседнего государства хоры (в монгольской версии — шарайголы, в калмыцкой — ханы Шаргули, в бурятской — шараблинские ханы), которые захватывают Другмо, и она становится женой одного из хорских царей — Гуркара (монг. Цагаан Гэртү хаан 'белоюртый хан'). Сбросив наваждение благодаря небесному вмешательству, Гэсэр спешит на родину. В облике скверного мальчишки (монг. Ольджибай) он проникает к хорам, колдовским способом убивает Гуркара и, подчинив себе его государство, вместе с Другмо возвращается в Лин.

## В оккультизме
В оккультизме Н. К. Рериха Гэсэр — это герой, новое воплощение которого произойдёт в северной Шамбале. Он придёт с непобедимым войском, чтобы водворить всеобщую справедливость. Его оружием будут громовые стрелы. Гэсэр также имеет ряд волшебных атрибутов: белый конь, седло, подкова, меч и замок.

## Изречения
- Врата Севера принадлежат Гэсэр-хану.

## В современном искусстве

### Художественная литература
- Персонаж Гэсэра и его героико-мистический ореол были использованы С. В. Лукьяненко в «Дозорах»: один из персонажей книжного цикла, Гесер (он же Борис Игнатьевич, согласно его нынешнему русскому имени) — Светлый Иной (Великий), начальник Ночного Дозора Москвы. Его основной противник — Завулон.
- Бене Гессерит (Дочери Гессера) — социальная, религиозная и политическая организация во вселенной Дюны (серии научно-фантастических романов Фрэнка Герберта).
- В трилогии «Око силы 1917—1921 гг.» А. Валентинова фигурирует второстепенный мистический герой Гэсэр-хан (Джор-баши) под именем «командир Джор».
- Пресветлый Сеггер, Творец и Покровитель, чье имя является анаграммой имени Гессер — бог одноимённой монотеистической религии в мире Лаара, сеттинге карточной игры «Берсерк» и книг по её мотивам.
- В трилогии «Гунны» Аммиана фон Бека идет упоминание о Гэссер-хане, покровителе воинов, который их встретит на просторах Вечного Неба Тенгри[7].
- В книге Глории Му «Игра в Джарт» новелла «Аятори» основывается на бурятском эпосе. Главный герой по прозвищу Соплячок (Нюсха-Муу) возвращается домой в степь из далеких стран, куда его продали в рабство, из рук шамана получает волшебную птицу-гаруду (ездовую птицу богов) и отправляется на Восток в поисках обещанной невесты.

### Изобразительное искусство
- Образу Гэсэра посвящена картина Николая Рериха «Гесер-хан» (1941. Холст, темпера. 91 x 152. Мемориальная квартира Ю. Н. Рериха, Москва), а также «Меч Гессар-хана» (1931. Холст, темпера. 76 x 118 см. Государственная Третьяковская галерея. Россия. Москва).